# Rhachicreagra ocotei
Rhachicreagra ocotei är en insektsart som beskrevs av Christiane Amédégnato 2000. Rhachicreagra ocotei ingår i släktet Rhachicreagra och familjen gräshoppor. Inga underarter finns listade i Catalogue of Life.